# Szczecin Turzyn
Szczecin Turzyn egy lengyelországi vasútállomás Szczecin városban, melyet a PKP Polskie Linie Kolejowe üzemeltet.

## Szomszédos állomások
A vasútállomáshoz az alábbi állomások vannak a legközelebb:
- Szczecin Pomorzany
- Szczecin Wzgórze Hetmańskie
- Szczecin Pogodno

## Vasútvonalak
Az állomást az alábbi vasútvonalak érintik:
- Szczeczin–Trzebież Szczeciński-vasútvonal
- Szczecin Wstowo–Szczecin Turzyn-vasútvonal